# Хитрый кавалер
«Хитрый кавалер» (кит. трад. 鬼馬大俠, пиньинь Guǐ Mǎ Dà Xiá) — тайваньский фильм с боевыми искусствами режиссёра Джозефа Го, вышедший в 1978 году.

## Сюжет
Старик У буцюэ и его внучка Эр Пин приходят в город. Эр Пин участвует в поединках с мужчинами, которые в случае победы получат её в качестве невесты. Случайный прохожий Гань Фэнчи, не зная о конкурсе, побеждает девушку, но затем скрывается со своим другом Дин Доу как только появляются правительственные войска. Фэнчи и его напарник крадут важный список повстанцев. Оба попадают в засаду, устроенную людьми Цин. Двое легко справляются с угрозой, но их преследуют старик с внучкой, куда бы они не пошли. Фэнчи приносит список на тайное собрание повстанцев, но их внезапно настигает Гун Тайпу. Он и его люди окружают убежище бунтарей и вынуждает их драться. Повстанцы не могут справиться с противником до тех пор, пока не появляются У Буцюе и Эр Пин. Старик уничтожает всех людей Тайпу, кроме самого Тайпу. Выясняется, что У Буцюэ уже когда-то дрался с Гун Тайпу, но пощадил его. Повстанцы побеждают соперника, координируя свои действия. Фэнчи с напарником снова убегают от старика с внучкой.

## В ролях
- Сыма Лун — Гань Фэнчи
- Дорис Лун — Эр Пин
- Нэнси Янь
- Ло Ле — Гун Тайпу / Гун Уцзи
- Дэвид Тан — Ло Минтань
- Лун Фэй[итал.]
- Чан Чхиу — Дин Доу
- Дун Ли — Линь Тхаухой
- Лэй Мин[кит.] — трактирщик
- Чуань Юань[кит.]
- И Юань[кит.] — У Буцюэ / У Луншань

## Съёмочная группа
- Компания: Hong Hwa International Films (H.K.) Ltd.
- Продюсер: Сюзанна Го
- Исполнительный продюсер: Джозеф Го
- Режиссёр: Джозеф Го
- Исполнительный директор: Хуан Лун
- Ассистент режиссёра: Ён Чикат
- Сценарист: Вай Сань
- Постановка боевых сцен: Хуан Лун
- Монтаж: Хуан Цюгуй
- Грим: Чжан Бижун
- Дизайнер по костюмам: Чжан Яньли
- Оператор: Ляо Ваньвэнь
- Композитор: Хуан Маошань

## Отзывы
Кинокритики очень сдержанно оценили фильм.
Борис Хохлов с HKCinema делает такое заключение: 
Подводя итог — не самый лучший выбор, если вы только начинаете знакомиться с кунг-фу фильмами 70-х — подобное кино может серьезно исказить представление о жанре вообще. А вот тем, кто уже видел не один десяток подобных фильмов, «Хитрый кавалер» может вполне прийтись по вкусу — всё-таки что-то новенькое и хоть чуть-чуть отличающееся от стандартов жанра.
 Эндрю Сароч с Far east Films резюмирует: 
«Хитрый кавалер» — плоховатое усилие от Джозефа Го, режиссёра, который должен знать лучше.